# Vilhelm Johannesen
Vilhelm Johannesen (1942. augusztus 4. – 2022. április 10.) feröeri újságíró és politikus, a Javnaðarflokkurin tagja.

## Pályafutása
A postánál dolgozott képzésvezetőként. 1972-től 1979-ig a Sosialurin főszerkesztője volt.
Politikai pályafutását Klaksvík község tanácsában kezdte, melynek 1975 és 1985 között volt tagja. 1977 és 1979 között a Føroya Kommunufelag elnöke volt.
1980-ban választották képviselővé a Løgtingben, és – miniszteri időszakait (1979-1981 és 1985-1989) leszámítva – 2008-ig az is maradt. 1991-1993 között a Klaksvíki kórház igazgatóságának elnöki tisztségét töltötte be.

## Magánélete
Szülei Estrid és Bethuel Johannesen Klaksvíkból. Felesége Johild szül. Johannesen, aki szintén a városból származik. Fia, Aksel V. Johannesen is szociáldemokrata politikus lett.